# Bitva u Avarica
Bitva u Avarica také obléhání Avarica se odehrála v březnu a dubnu roku 52 př. n. l. a byla první velkou bitvou mezi Juliem Caesarem a galským vůdcem Vercingetorikem během galských válek. Obléhání a následná bitva u Avarica skončila římským vítězstvím.

## Předehra

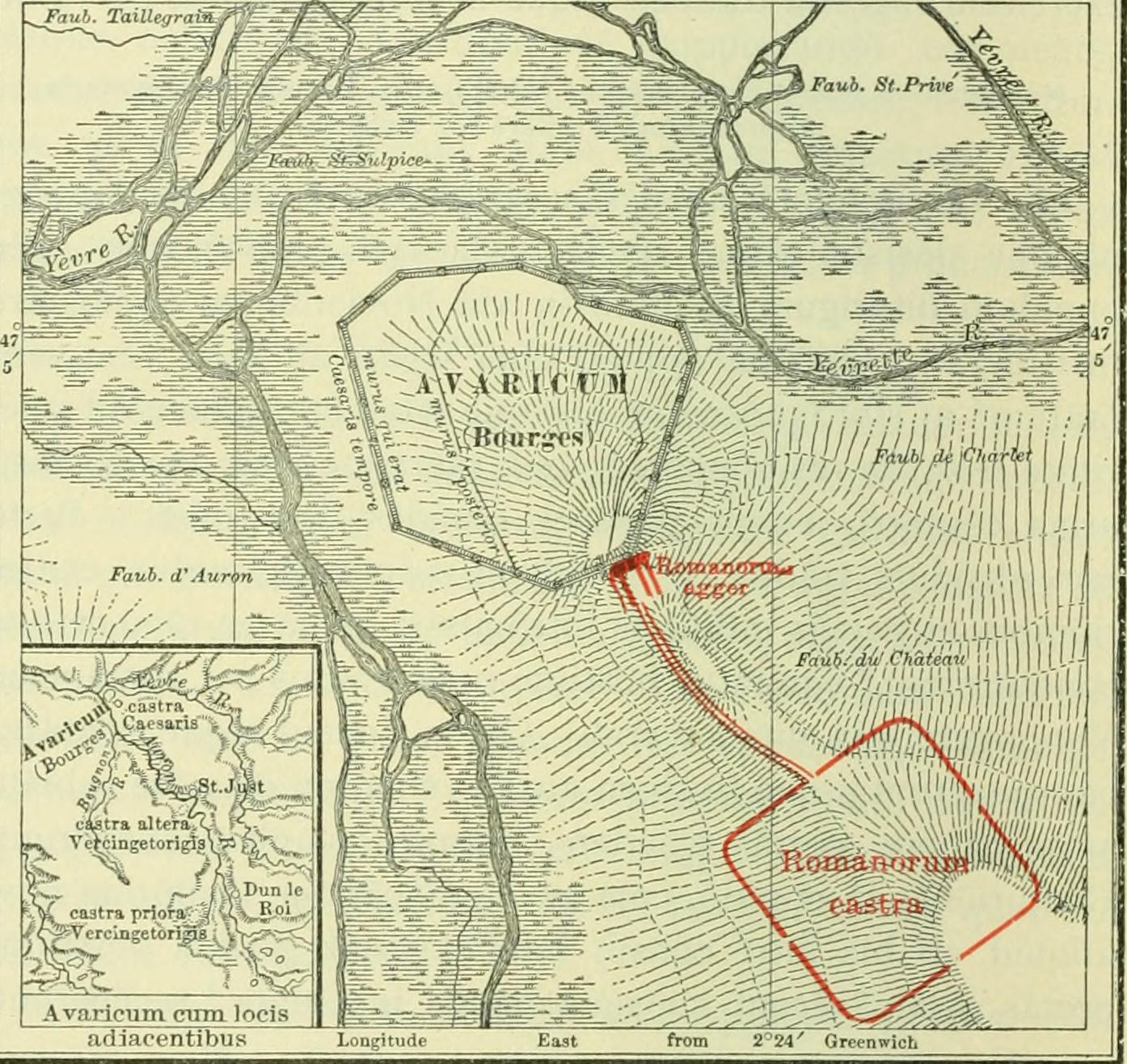
Plán Avarica a římského tábora za úzkou šíjí.

Na začátku galské vzpoury se Vercingetorix snažil bránit Juliu Caesarovi, v přístupu k potravinovým zdrojům. Hned na počátku roku 52 př. n. l. Vercingetorix obléhal oppidum Gorgobina, které bylo po porážce Helvéců v roce 58 př. n. l. obýváno keltským kmenem Bójů. Caesar byl nucen vyslat své legie ze svých zimních táborů, aby zabránil pádu tohoto oppida, proto Vercingetorix upustil od záměru zaútočit. Následně o měsíc později v březnu 52 př. n. l. nedokázal římským legiím zabránit ani v obsazení oppida Noviodunum. Po obsazení tohoto oppida se Caesar přesunul k Avaricu, dnešnímu městu Bourges.

## Obléhání Avarica
Julius Caesar si byl vědom toho, že Avaricum je největším a nejlepším opevněným oppidem Biturigů a věřil, že pokud obsadí toto oppidum, pak by se celý kmen Biturigů vzdal. Vercingetorix tento názor nesdílel. Na válečné radě přesvědčil vůdce galských kmenů, aby spálili většinu svých měst a vesnic a tím zabránili Římanům v přístupu k potravinám i dalším zdrojům, které by jim mohli usnadnit podyt v Galii. Chtěl také, aby bylo zničeno Avaricum, ale Biturigové přesvědčili galskou radu k tomu, aby mohli své město ušetřit, s čímž nakonec souhlasil i Vencigetorix.
Avaricum bylo proti obléhání dobře chráněno. Bylo obklopeno řekou a značným množstvím bažin. Do oppida vedl jen jeden přístup po úzké šíji. Julius Caesar postavil svůj tábor za touto úzkou šíjí a začal stavět obří mohylu a obléhací věže. Poloha oppida v bažinách bránila Římanům, aby od řeky přes bažiny vybudovali své obvyklé příkopy, valy a dřevěné palisády, které používali při obléhání jiných sídel v Galii. Vercingetorix si postavil svůj vlastní tábor patnáct kilometrů od města. I tento tábor byl chráněn bažinami, což bránilo Římanům v napadení jejich tábora. Odtud se Vercingetorix soustředil na útoky římských zásobovacích jednotek. Římané brzy začali pociťovat nedostatek potravin, částečně kvůli útokům Vercingetorika a také proto, že Aeduové, největší spojenci Caesara, se začali zdráhat v dodávkách potravin.
Po dokončení obléhacích věží začalo obléhání, které trvalo dvacet sedm dní. Galové byli mnohem obratnější při obraně svých měst proti římským obléhacím strojům a mnozí z obyvatel Avarica byli zkušenými bojovníky. Když se Římané pokoušeli vykopat tunely pod hradbami, Galové vykopali své vlastní tunely, v nichž Římany napadali. Po pětadvaceti dnech byla římská mohyla široká 330 metrů a vysoká 80 metrů a výstavba se blížila k hradbám oppida. Po půlnoci si Římané uvědomili, že se část mohyly propadla, protože Galové vykopali pod hradbami i mohylami tunely, které měly dřevěné stropy. Galští válečníci v těchto tunelech zapálili ohně a když dřevěné stropy prohořely, zemina nad nimi se propadávala, tím se hroutily i římské věže a mohyly. Noční doba a plameny požáru způsobily v římském táboře velký zmatek, přesto se římské armádě podařilo celou situaci ustát a tento galský útok odrazit. Po tomto neúspěšném útoku se následující den obyvatelé Avarica pokusili uniknout z oppida přes bažiny, aby se připojili k Vercingetorikovi. Tento plán měl být utajen, ale Římané slyšeli zvuky a hlasy pocházející z oppida, kde ženy prosily své galské muže, aby je neopouštěli. S vědomím, že plán byl vyzrazen, Galové nakonec upustili od evakuace a Římané naopak nabyli přesvědčení, že je čas zaútočit. Další den Římané dosáhli vrcholu městských hradeb. Galové očekávali, že Římané polezou z hradeb dolů do města a připravili se k obraně, ale místo lezení dolů se římská pěchota rozložila na vrcholcích hradeb. Galové věřili, že se je Římané chystají napadnout, to je znepokojilo natolik, že se galská obrana rozpadla a pokoušela se uniknout jedinou branou z opevnění. Někteří Galové byli zabiti římskou pěchotou v na úzké šíji vedoucí k bráně, ale většina z nich byla zabita římskou kavalerií za městem. Po dobytí Avarica následoval masakr jeho obyvatel, včetně žen a dětí. Caesar to připsal hněvu způsobenému masakrem Římanů u Cenabumu (Orléans) a frustrací po dlouhém a obtížném obléhání Avarica, ale jeho stručný popis neposkytuje žádné informace o jeho postoji k tomuto masakru.

## Po bitvě
Pád Avarica neměl účinek, který Caesar očekával. Vercingetorikovi se podařilo obnovit morálku své galské koalice. Během krátké doby nahradil galské válečníky ztracené během obléhání Avarica. Zásadní zvrat nastal, když se silní spojenci Římanů Aeduové přidali k Vercigetorikovi a vstoupili do povstání proti Římu. Julius Caesar ztratil jednoho z jeho nejlepších spojenců a čelil stále silnější koalici galských kmenů. Další bitva u Gergovie skončila jeho velkou porážkou.